# Столкновение над Чархи-Дадри
Столкновение над Чархи-Дадри — крупная авиационная катастрофа, произошедшая во вторник 12 ноября 1996 года. В небе в 5 километрах от индийского города Чархи-Дадри столкнулись авиалайнер Boeing 747-168B авиакомпании Saudi Arabian Airlines (рейс SVA763 Дели—Дахран) и грузовой самолёт Ил-76ТД авиакомпании Kazakhstan Airlines (рейс KZA1907 Шымкент—Дели). Погибли все находившиеся на обоих самолётах 349 человек — 312 на Boeing 747 (289 пассажиров и 23 члена экипажа) и 37 на Ил-76 (27 пассажиров и 10 членов экипажа).
Столкновение над Чархи-Дадри остаётся третьей из крупнейших авиакатастроф в истории авиации (не считая терактов 11 сентября 2001 года), крупнейшим (по числу погибших) столкновением в воздухе, крупнейшей авиакатастрофой на территории Большой Индии и самой Индии, а также и самой крупной в истории авиакомпаний Saudi Arabian Airlines и Kazakhstan Airlines.

## Сведения о самолётах

### Boeing 747
Boeing 747-168B (регистрационный номер HZ-AIH, заводской 22748, серийный 555) был выпущен в 1982 году (первый полёт совершил 3 февраля). 17 марта того же года был передан авиакомпании Saudi Arabian Airlines. Оснащён четырьмя турбовентиляторными двигателями Rolls-Royce RB211-524C2. На день катастрофы 14-летний авиалайнер совершил 14 927 циклов «взлёт-посадка» и налетал 40 035 часов.
Состав экипажа рейса SVA763 был таким:
- Командир воздушного судна (КВС) — 45-летний Халид Аль-Шубайли (англ. Khalid Al-Shubaily), саудовец. Опытный пилот, управлял самолётами Airbus A310, Boeing 737 и Lockheed L-1011 TriStar. В должности командира Boeing 747 — с 1 сентября 1996 года (до этого управлял им в качестве второго пилота). Налетал 9837 часов, 4313 из них на Boeing 747 (104 из них в качестве КВС).
- Второй пилот — 37-летний Назир Хан (англ. Nazir Khan), американец. Опытный пилот, управлял самолётами Boeing 707 и Boeing 720. В должности второго пилота Boeing 747 — с 13 октября 1996 года. Налетал 7779 часов, 1952 из них на Boeing 747.
- Бортинженер — 33-летний Ахмед С. Идрис (англ. Ahmed S. Edrees), саудовец. В должности бортинженера Boeing 747 — с 8 июля 1996 года. Налетал 3326 часов, 1755 из них на Boeing 747.

В салоне самолёта работали 20 бортпроводников.
| Гражданство       | Пассажиры | Экипаж | Всего |
| ----------------- | --------- | ------ | ----- |
| Индия             | 215       | 0      | 215   |
| Непал             | 49        | 0      | 49    |
| США               | 5         | 1      | 6     |
| Пакистан          | 3         | 0      | 3     |
| Бангладеш         | 1         | 0      | 1     |
| Великобритания    | 1         | 0      | 1     |
| Саудовская Аравия | 1         | 11     | 12    |
| Не указано        | 14        | 11     | 25    |
| Всего             | 289       | 23     | 312   |

Всего на борту самолёта находились 312 человек — 23 члена экипажа и 289 пассажиров.

### Ил-76
Ил-76ТД (регистрационный номер UN-76435, заводской 1023413428, серийный 86-07) был выпущен Ташкентским авиационным производственным объединением имени В. П. Чкалова (ТАПОиЧ) 31 июля 1992 года. В тот же день с б/н СССР-76435 был передан авиакомпании «Аэрофлот» (МГА СССР, Казахское УГА). В августе того же года совершил перелёт из Ташкента в Шымкент на постоянное место базирования. В июле 1993 года был выкуплен у «Аэрофлота» авиакомпанией Kazakhstan Airlines и получил бортовой номер UN-76435. Оснащён четырьмя турбореактивными двигателями Д-30КП производства Рыбинского моторостроительного завода. На день катастрофы 4-летний авиалайнер налетал 2643 часа.
Состав экипажа рейса KZA1907 был таким:
- Командир воздушного судна (КВС) — 44-летний Александр Робертович Черепанов. Пилот 1-го класса, налетал 9229 часов, 1488 из них на Ил-76 (1287 из них в качестве КВС).
- Второй пилот — 37-летний Ермек Кожахметович Джангиров. Пилот 2-го класса, налетал 6822 часа и 45 минут, 409 часов и 35 минут из них на Ил-76.
- Штурман — 51-летний Жаханбек Дуйсенович Арипбаев. Штурман 1-го класса, налетал 12 789 часов, 1327 из них на Ил-76.
- Бортинженер — 50-летний Александр Александрович Чупров. Бортинженер 1-го класса, налетал 9201 час, 1248 из них на Ил-76.
- Бортрадист — 41-летний Егор Алексеевич Репп. Бортрадист 2-го класса, налетал 1583 часа (на Ил-76).
- Бортрадист-стажёр — Виталий Валерьевич Петриков.
- Бортоператор — Сергей Абдуллаевич Ланджуев.
- Бортоператор — А. Тажибаев.
- Инженер СД (начальник ТО) — Павел Михайлович Андреев.
- Инженер РЭО (инженер ТО) — Михаил Владимирович Капустинский.

| Гражданство | Пассажиры | Экипаж | Всего |
| ----------- | --------- | ------ | ----- |
| Казахстан   | 0         | 10     | 10    |
| Киргизия    | 13        | 0      | 13    |
| Россия      | 14        | 0      | 14    |
| Всего       | 27        | 10     | 37    |

Всего на борту самолёта находились 37 человек — 10 членов экипажа и 27 пассажиров.
Среди пассажиров был 1 ребёнок. Пассажиры из России были жителями Новосибирска и Барнаула. Они были бизнесменами, которые летели закупать товары для продажи в России.

## Хронология событий
12 ноября 1996 года рейс KZA1907 вылетел из Шымкента в 16:21 IST.
Рейс SVA763 вылетел из Дели в 18:32 IST; многие пассажиры-индийцы направлялись в Саудовскую Аравию на сезонные работы и на нефтепромыслы.
Опытный индийский авиадиспетчер В.К. Датта (англ. V.K. Dutta) следил за полётами обоих рейсов. Бортрадист рейса 1907 вёл переговоры с авиадиспетчером, получив все необходимые сведения и команды; в частности, получил предупреждение о находящемся вблизи рейсе 763 и дал команду снизиться на эшелон FL150 (4550 метров) и поддерживать его, поскольку на эшелоне FL140 (4250 метров) на встречном курсе был рейс SVA763. Но нет никаких указаний, что командир и второй пилот рейса 1907 полностью правильно поняли это. Бортрадист спросил дистанцию до рейса 763 и получил ответ — 14 километров (особенностью самолётов Ил-76 является отдельное место бортрадиста, у которого нет своего высотомера; он только ведёт переговоры с землёй).
По непонятной причине рейс KZA1907 продолжал равномерное снижение до эшелона FL140, на котором в это же время находился и рейс SVA763. В 18:41 авиадиспетчер увидел, как две точки, обозначавшие самолёты, встретились на радаре (это могло означать, что один из них прошёл над другим) и после этого оба самолёта перестали выходить на связь и исчезли с радара. Авиадиспетчер некоторое время пытался вызвать самолёты, но ни тот, ни другой на связь не выходил.
Вскоре на связь с авиадиспетчером вышел второй пилот пролетавшего эшелоном ниже самолёта Lockheed C-141 Starlifter ВВС США капитан Тимоти Дж. Плейс (англ. Timothy J. Place) и сообщил о вспышке в облаке, падающих обломках и затем о двух возгораниях на земле.
Как выяснилось впоследствии, в 75 километрах к юго-западу от Дели и в 5 километрах от города Чархи-Дадри на высоте 4109 метров рейс KZA1907 прорезал своим левым крылом левое крыло рейса SVA763 (срезав с него оба левых двигателя), находясь в момент столкновения на 3 метра ниже того, а не на 300 метров выше, как должно было быть. Также рейс KZA1907 вертикальным хвостовым стабилизатором повредил хвостовую часть рейса SVA763. Вращаясь, Boeing 747 в воздухе рассыпался на части, упавшие в окрестностях Чархи-Дадри. Ил-76, лишившись обоих левых двигателей и части левого крыла, опрокинулся и рухнул на землю в 7 километрах от Boeing 747. Оба самолёта полностью разрушились и сгорели.
Спасатели на месте катастрофы обнаружили 4 выживших пассажиров из Ил-76 и 2 из Boeing 747, но они умерли, не дождавшись помощи. В итоге все находившиеся на обоих самолётах 349 человек (312 на Boeing 747 и 37 на Ил-76) погибли.

## Расследование
Все бортовые самописцы обоих самолётов были отправлены в Великобританию. Расшифровкой параметрических и речевых самописцев занимался Отдел по расследованию авиационных происшествий Великобритании (AAIB).
Техническое расследование причин столкновения над Чархи-Дадри проводил индийский Генеральный директорат гражданской авиации (DGCA).
Окончательный отчёт расследования был опубликован 15 июля 1997 года.
Согласно отчёту, причиной столкновения рейсов SVA763 и KZA1907 стало снижение, допущенное экипажем рейса KZA1907 ниже заданной высоты в результате:
- плохого знания английского языка пилотами и неправильного понимания команд авиадиспетчера;
- недостаточного профессионального мастерства пилотов;
- неудовлетворительного выполнения экипажем своих обязанностей;
- отсутствия стандартной фразеологии у экипажа.

Сопутствующими факторами являются:
- отсутствие вторичного радиолокатора в аэропорту Дели;
- наличие единого коридора для взлётов и посадок для гражданских самолётов;
- отсутствие на обоих самолётах системы TCAS.

## Аналогичные авиакатастрофы
29 сентября 2006 года над Бразилией столкнулись Embraer EMB-135BJ Legacy 600 авиакомпании ExcelAire и Boeing 737-8EH авиакомпании Gol Transportes Aéreos (рейс GLO 1907). Они летели по таким же траекториям, как и Ил-76 с Boeing 747.

## Культурные аспекты
- Столкновение над Чархи-Дадри было показано в 7 сезоне канадского документального телесериала Расследования авиакатастроф в серии Лобовое столкновение.
- Телеканал «National Geographic Channel» снял про эту катастрофу отдельный документальный фильм Встречный курс.
- Также эта катастрофа показана в 6 серии 3 сезона документального телесериала «Aircrash: Confidential».

### Комментарии
1. Кадр из 4 серии 7 сезона документального телесериала «Расследования авиакатастроф»
2. ↑  Кадр из 4 серии 7 сезона документального телесериала «Расследования авиакатастроф»
3. ↑  Согласно NTSB, они не относятся к авиакатастрофам